# 山本町 (八尾市)
山本町（やまもとちょう）は、大阪府八尾市の地名。現行行政地名は山本町一丁目から山本町五丁目。住居表示は実施済み。
住居表示実施時に大字山本と周辺の大字の地名を変更し、山本町南、山本町北、山本高安町などとともに成立した地名である。

## 歴史概要
令制国一覧 > 畿内 > 河内国 > 若江郡 > 山本新田
大和川の川違えとその後の新田開発によってできた地域である。地名の由来は、新田開発を請け負った山中庄兵衛正永・本山弥右衛門重英の両名から。その後住友家の所有地となり山本新田住友会所が設けられた。近代になると大阪電気軌道の山本停車場が設置され、大阪郊外のベッドタウンとして発展した。

## 地理
近鉄山本駅の北側、玉串川に沿いに位置する。駅近くに商業施設があるが、基本的に閑静な住宅地である。

## 世帯数と人口
2020年（令和2年）3月31日現在（八尾市発表）の世帯数と人口は以下の通りである。
| 丁目         | 世帯数  | 人口    |
| ------------ | ------- | ------- |
| 山本町一丁目 | 134世帯 | 232人   |
| 山本町二丁目 | 106世帯 | 201人   |
| 山本町三丁目 | 89世帯  | 181人   |
| 山本町四丁目 | 64世帯  | 148人   |
| 山本町五丁目 | 151世帯 | 357人   |
| 計           | 544世帯 | 1,119人 |

### 人口の変遷
国勢調査による人口の推移。
| 1995年（平成7年）  | 1,382人 | [ 5 ]  |  |
| 2000年（平成12年） | 1,271人 | [ 6 ]  |  |
| 2005年（平成17年） | 1,278人 | [ 7 ]  |  |
| 2010年（平成22年） | 1,168人 | [ 8 ]  |  |
| 2015年（平成27年） | 1,066人 | [ 9 ]  |  |
| 2020年（令和2年）  | 1,088人 | [ 10 ] |  |

### 世帯数の変遷
国勢調査による世帯数の推移。
| 1995年（平成7年）  | 494世帯 | [ 5 ]  |  |
| 2000年（平成12年） | 474世帯 | [ 6 ]  |  |
| 2005年（平成17年） | 501世帯 | [ 7 ]  |  |
| 2010年（平成22年） | 478世帯 | [ 8 ]  |  |
| 2015年（平成27年） | 453世帯 | [ 9 ]  |  |
| 2020年（令和2年）  | 478世帯 | [ 10 ] |  |

## 学区
市立小・中学校に通う場合、学区は以下の通りとなる（2020年5月時点）。
| 丁目         | 番   | 小学校               | 中学校           |
| ------------ | ---- | -------------------- | ---------------- |
| 山本町一丁目 | 全域 | 八尾市立西山本小学校 | 八尾市立東中学校 |
| 山本町二丁目 | 全域 | 八尾市立西山本小学校 | 八尾市立東中学校 |
| 山本町三丁目 | 全域 | 八尾市立西山本小学校 | 八尾市立東中学校 |
| 山本町四丁目 | 全域 | 八尾市立西山本小学校 | 八尾市立東中学校 |
| 山本町五丁目 | 全域 | 八尾市立西山本小学校 | 八尾市立東中学校 |

## 事業所
2016年（平成28年）現在の経済センサス調査による事業所数と従業員数は以下の通りである。
| 丁目         | 事業所数  | 従業員数 |
| ------------ | --------- | -------- |
| 山本町一丁目 | 102事業所 | 702人    |
| 山本町二丁目 | 16事業所  | 84人     |
| 山本町三丁目 | 5事業所   | 23人     |
| 山本町四丁目 | 4事業所   | 84人     |
| 山本町五丁目 | 3事業所   | 21人     |
| 計           | 130事業所 | 914人    |

## 施設
- 山本八幡宮（一丁目）
- 山本コミュニティセンター（八尾市役所山本出張所、八尾市立山本図書館）（一丁目）

## 交通
- 近鉄大阪線 河内山本駅（一丁目）

## ギャラリー

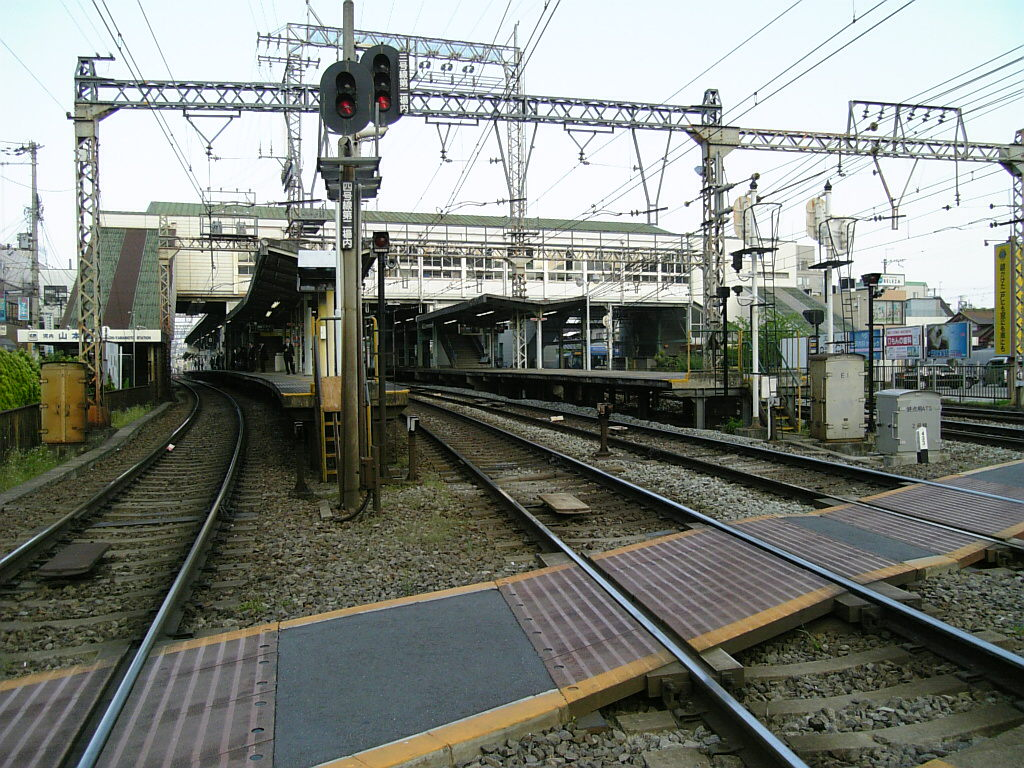
近鉄河内山本駅

## その他

### 日本郵便
- 郵便番号 : 581-0867[2]（集配局：八尾郵便局[13]）。